# Fenotipo conductual
El fenotipo conductual en psiquiatría biológica, es el conjunto de rasgos conductuales (incluyendo aspectos cognitivos e interacción social) asociado a un síndrome psiquiátrico específico con etiología genética, habiendo pruebas científicas consistentes de que ese fenotipo es resultado de la lesión subyacente. Se trata de un concepto que se ha desarrollado a partir de los hallazgos en el campo de la genética molecular. La descripción de los fenotipos conductuales debe tener en cuenta la evolución de los síntomas a lo largo del tiempo, y no sólo su consideración categórica. 

## Definiciones
Hay quienes consideran que el fenotipo conductual se da en todo trastorno de conducta no aprendido.
Flint propone que el fenotipo conductual se refiere al repertorio conductual característico que exhiben personas con un trastorno genético o cromosómico. Así definido, plantea toda una serie de cuestiones conceptuales y metodológicas, la primera de las cuales se refiere a la delimitación específica del fenotipo asociado a cada síndrome, lo que afecta a los criterios de exclusión.

## Relación entre el genotipo y el fenotipo conductual
Los genes tienen un efecto ya sea estructural o bioquímico sobre el sistema nervioso central; estos efectos repercuten sobre los mecanismos de funcionamiento cognitivo, y estos mecanismos modelan la conducta.
Pero el modo específico en que se producen estos mecanismos resulta complejo, pues no todas las personas con
un síndrome determinado muestran la misma conducta. Además, el estudio de estas relaciones se complica dado que no existen a día de hoy instrumentos para medir determinadas conductas que, sin embargo, pueden ser identificadas a partir de la simple observación.

## Funciones cognitivas moduladas
Las funciones cognitivas y perceptivas que pueden verse moduladas por los genes son:
- Razonamiento global
- Razonamiento verbal
- Atención
- Percepción visuoespacial
- Memoria visual
- Memoria auditiva
- Aptitudes sociales